# Saint-Didier-sur-Beaujeu
Saint-Didier-sur-Beaujeu est une commune française, située dans le département du Rhône en région Auvergne-Rhône-Alpes.

## Géographie

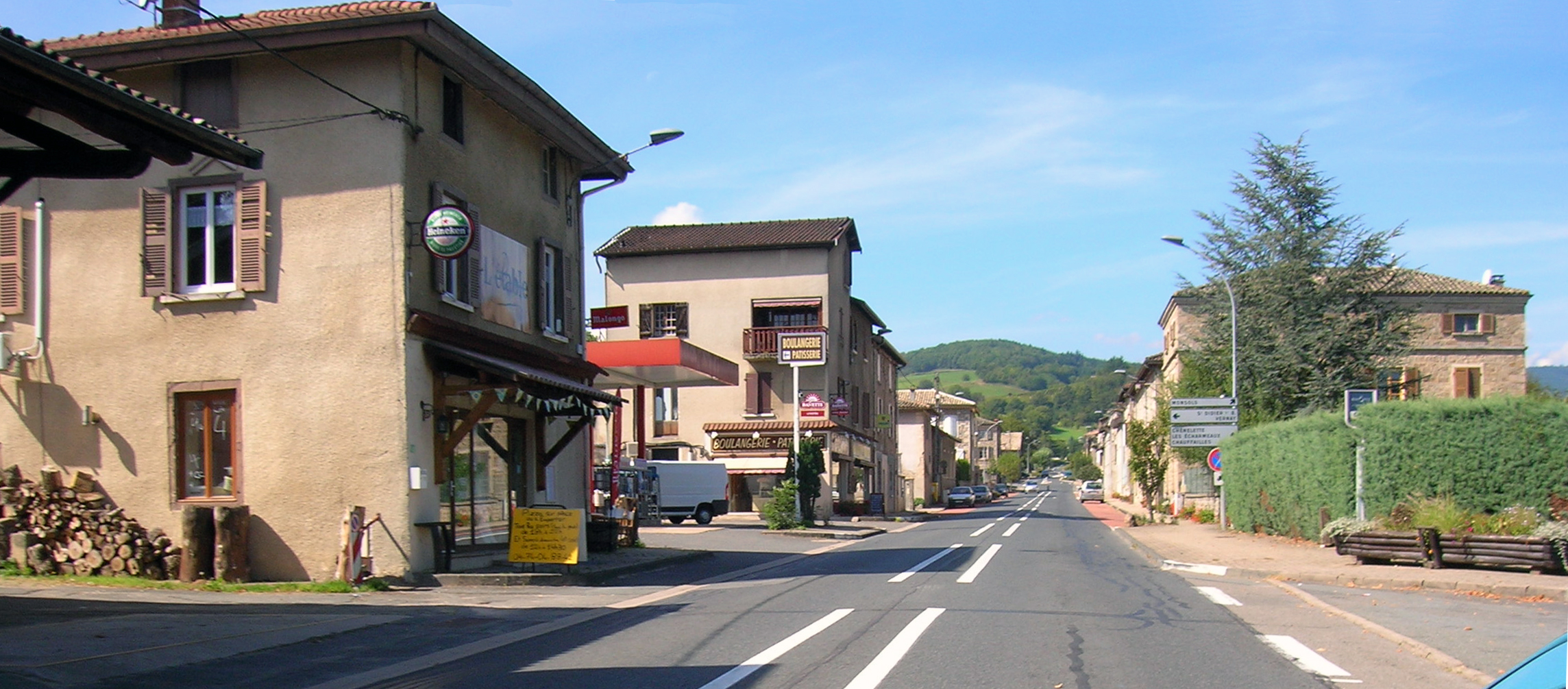
Lieu-dit les Dépôts.

### Communes limitrophes
- Vernay et Les Ardillats au nord
- Beaujeu à l'est
- Marchampt et Claveisolles au sud
- Poule-les-Écharmeaux et Chénelette à l'ouest

### Climat
Pour des articles plus généraux, voir Climat d'Auvergne-Rhône-Alpes et Climat du Rhône.
En 2010, le climat de la commune est de type climat des marges montargnardes, selon une étude du Centre national de la recherche scientifique s'appuyant sur une série de données couvrant la période 1971-2000. En 2020, Météo-France publie une typologie des climats de la France métropolitaine dans laquelle la commune est exposée à un climat de montagne ou de marges de montagne et est dans la région climatique  Nord-est du Massif Central, caractérisée par une pluviométrie annuelle de 800 à 1 200 mm, bien répartie dans l’année. 
Pour la période 1971-2000, la température annuelle moyenne est de 10 °C, avec une amplitude thermique annuelle de 17,3 °C. Le cumul annuel moyen de précipitations est de 936 mm, avec 10,7 jours de précipitations en janvier et 7,6 jours en juillet. Pour la période 1991-2020, la température moyenne annuelle observée sur la station météorologique installée sur la commune est de 11,2 °C et le cumul annuel moyen de précipitations est de 934,2 mm,. Pour l'avenir, les paramètres climatiques de la commune estimés pour 2050 selon différents scénarios d'émission de gaz à effet de serre sont consultables sur un site dédié publié par Météo-France en novembre 2022.
| Mois                                  | jan.             | fév.           | mars          | avril           | mai             | juin          | jui.         | août           | sep.           | oct.          | nov.            | déc.             | année      |
| ------------------------------------- | ---------------- | -------------- | ------------- | --------------- | --------------- | ------------- | ------------ | -------------- | -------------- | ------------- | --------------- | ---------------- | ---------- |
| Température minimale moyenne (°C)     | −0,7             | −0,6           | 2             | 4,6             | 8,5             | 12            | 13,9         | 13,5           | 10,1           | 6,9           | 2,7             | 0                | 6,1        |
| Température moyenne (°C)              | 2,4              | 3,5            | 7,2           | 10,5            | 14,6            | 18,4          | 20,5         | 20,1           | 15,9           | 11,5          | 6,2             | 3                | 11,2       |
| Température maximale moyenne (°C)     | 5,5              | 7,5            | 12,5          | 16,3            | 20,6            | 24,8          | 27           | 26,6           | 21,7           | 16,1          | 9,7             | 6                | 16,2       |
| Record de froid (°C) date du record   | −19,5 16.01.1985 | −16,4 05.02.12 | −14 01.03.05  | −6,2 08.04.21   | −2,1 04.05.1967 | 3 04.06.01    | 5 01.07.1972 | 3,6 30.08.1986 | 0,5 18.09.1971 | −4,9 30.10.12 | −9,9 23.11.1993 | −15,2 30.12.1964 | −19,5 1985 |
| Record de chaleur (°C) date du record | 16,3 30.01.13    | 19,4 24.02.21  | 24,9 31.03.21 | 27,9 22.04.1968 | 34,1 20.05.22   | 37,8 27.06.19 | 39 24.07.19  | 39 24.08.23    | 33,7 05.09.23  | 29 02.10.23   | 21,5 01.11.1968 | 17,9 18.12.1989  | 39 2023    |
| Précipitations (mm)                   | 74,2             | 60,1           | 59,5          | 68,1            | 83,2            | 77,1          | 75,9         | 70,2           | 77,1           | 92,7          | 105,3           | 90,8             | 934,2      |

## Urbanisme

### Typologie
Au 1er janvier 2024, Saint-Didier-sur-Beaujeu est catégorisée commune rurale à habitat dispersé, selon la nouvelle grille communale de densité à sept niveaux définie par l'Insee en 2022.
Elle appartient à l'unité urbaine de Beaujeu, une agglomération intra-départementale regroupant trois  communes, dont elle est une commune de la banlieue,,. La commune est en outre hors attraction des villes,.

### Occupation des sols
L'occupation des sols de la commune, telle qu'elle ressort de la base de données européenne d’occupation biophysique des sols Corine Land Cover (CLC), est marquée par l'importance des forêts et milieux semi-naturels (59,4 % en 2018), en diminution par rapport à 1990 (60,6 %). La répartition détaillée en 2018 est la suivante : 
forêts (59,4 %), prairies (27,5 %), zones agricoles hétérogènes (8,9 %), zones urbanisées (2,4 %), mines, décharges et chantiers (1,8 %). L'évolution de l’occupation des sols de la commune et de ses infrastructures peut être observée sur les différentes représentations cartographiques du territoire : la carte de Cassini (XVIIIe siècle), la carte d'état-major (1820-1866) et les cartes ou photos aériennes de l'IGN pour la période actuelle (1950 à aujourd'hui).

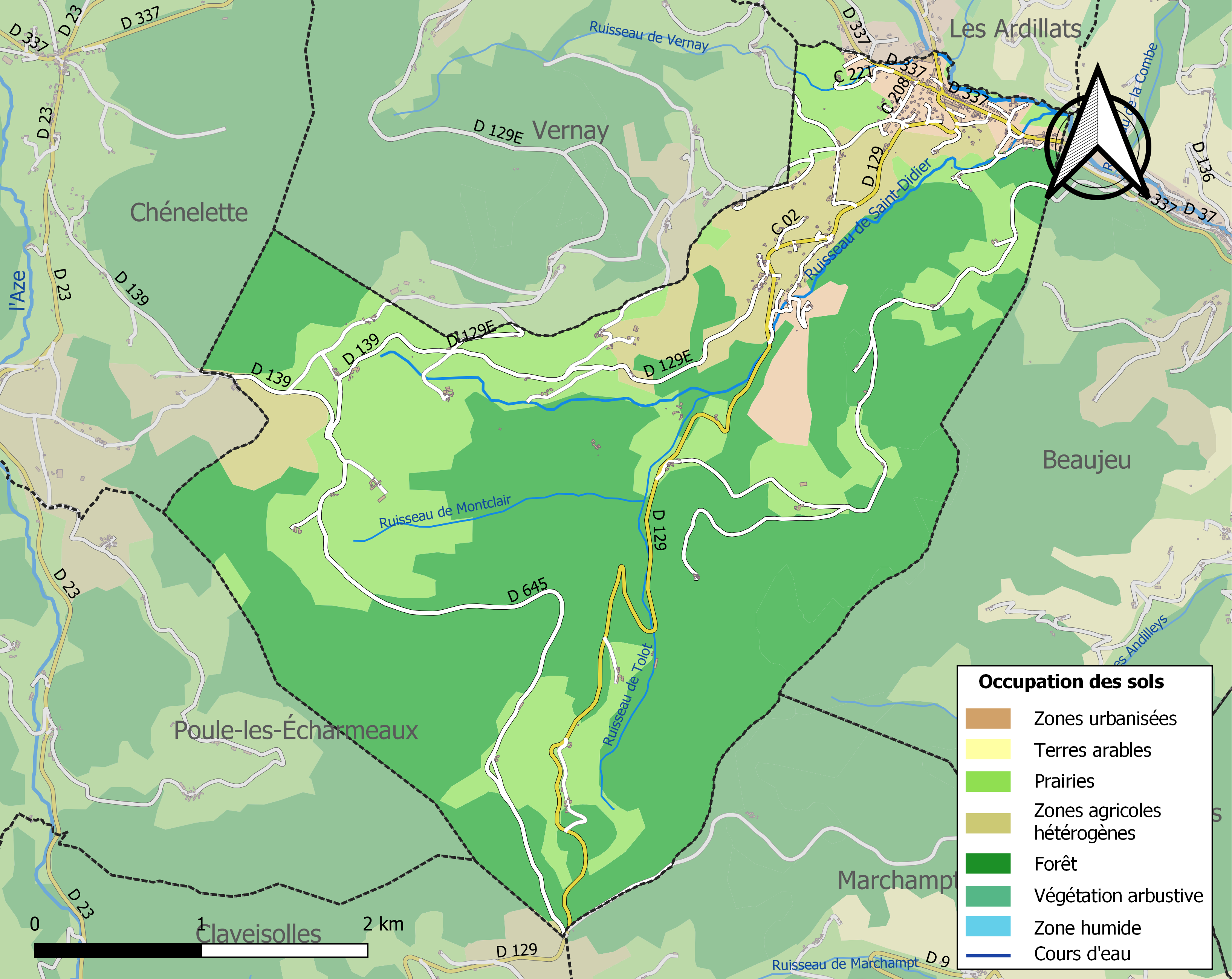
Carte des infrastructures et de l'occupation des sols de la commune en 2018 (CLC).

## Histoire
Aucune trace d'occupation n'est attestée pendant la période romaine, tant au niveau archéologique que bibliographique.
À partir de 1793 et pendant la période de la Révolution, la commune a porté les noms de Montclair-la-Montagne, Marcenat-les-Bois et Marcenat-les-Levis.

## Politique et administration
| Période                                  | Période  | Identité        | Étiquette | Qualité |
| ---------------------------------------- | -------- | --------------- | --------- | ------- |
| avant 1995                               | ?        | Raymond Volle   |           |         |
| 2001                                     | En cours | Yves Devillaine | DVD       |         |
| Les données manquantes sont à compléter. |          |                 |           |         |

## Démographie
L'évolution du nombre d'habitants est connue à travers les recensements de la population effectués dans la commune depuis 1793. Pour les communes de moins de 10 000 habitants, une enquête de recensement portant sur toute la population est réalisée tous les cinq ans, les populations de référence des années intermédiaires étant quant à elles estimées par interpolation ou extrapolation. Pour la commune, le premier recensement exhaustif entrant dans le cadre du nouveau dispositif a été réalisé en 2004.

En 2022, la commune comptait 603 habitants, en évolution de −2,11 % par rapport à 2016 (Rhône : +3,93 %, France hors Mayotte : +2,11 %).
| 1793 | 1800 | 1806 | 1821 | 1831 | 1836 | 1841 | 1846 | 1851 |
| ---- | ---- | ---- | ---- | ---- | ---- | ---- | ---- | ---- |
| 832  | 476  | 556  | 591  | 834  | 825  | 831  | 860  | 916  |

| 1856 | 1861 | 1866 | 1872 | 1876 | 1881 | 1886 | 1891 | 1896 |
| ---- | ---- | ---- | ---- | ---- | ---- | ---- | ---- | ---- |
| 906  | 829  | 841  | 824  | 815  | 819  | 812  | 739  | 703  |

| 1901 | 1906 | 1911 | 1921 | 1926 | 1931 | 1936 | 1946 | 1954 |
| ---- | ---- | ---- | ---- | ---- | ---- | ---- | ---- | ---- |
| 687  | 658  | 599  | 514  | 511  | 474  | 464  | 492  | 439  |

| 1962 | 1968 | 1975 | 1982 | 1990 | 1999 | 2004 | 2006 | 2009 |
| ---- | ---- | ---- | ---- | ---- | ---- | ---- | ---- | ---- |
| 405  | 392  | 389  | 365  | 439  | 402  | 468  | 502  | 623  |

| 2014 | 2019 | 2022 | - | - | - | - | - | - |
| ---- | ---- | ---- | - | - | - | - | - | - |
| 622  | 617  | 603  | - | - | - | - | - | - |

## Économie
Une carrière est exploitée.

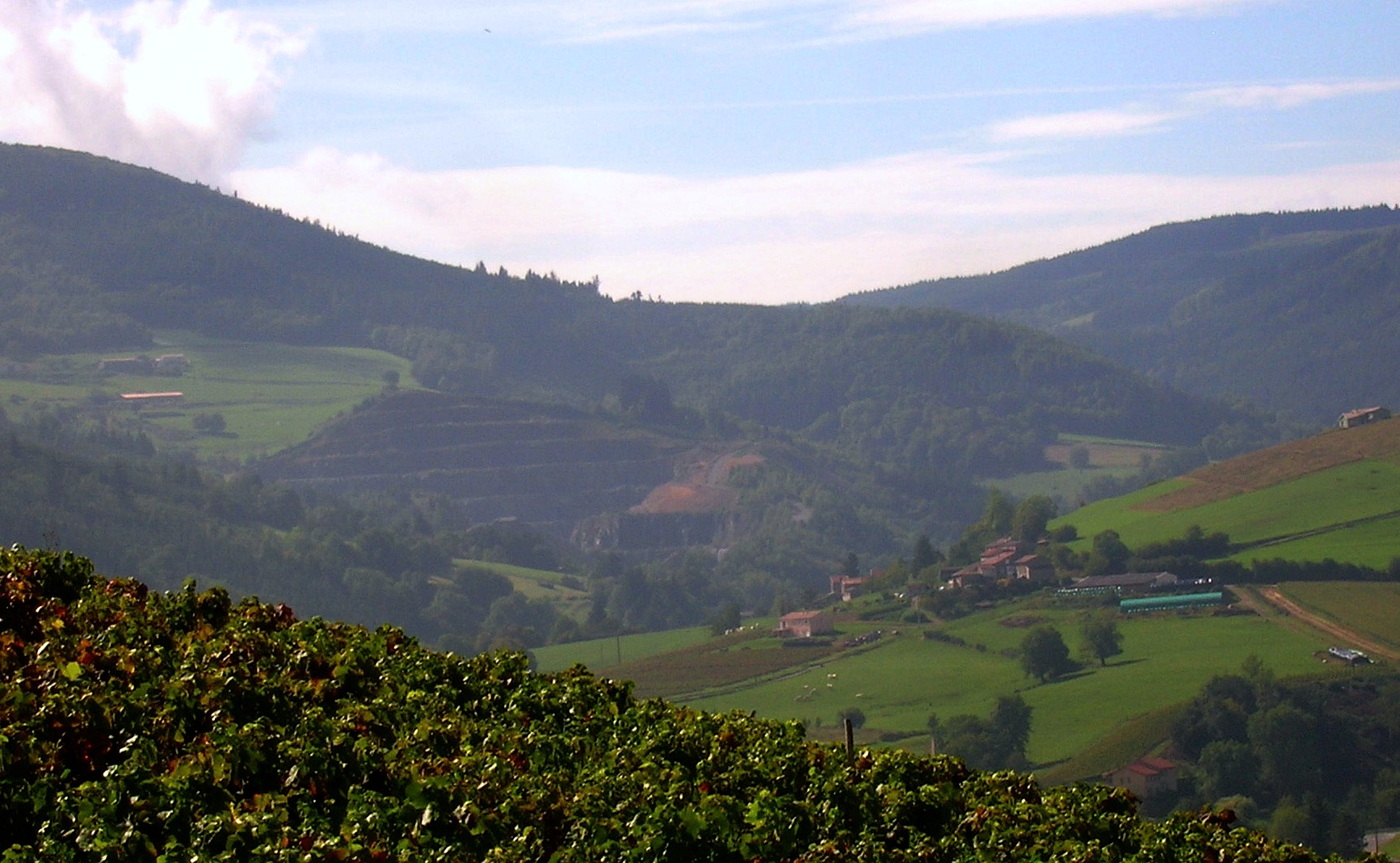
La carrière.

Lieu de production du beaujolais à Saint-Didier où de nombreux vignobles sont cultivés.

## Culture locale et patrimoine

### Lieux et monuments
- Église Saint-Didier.
- Le col de la Casse Froide (742 m) est en limite sud de la commune, emprunté lors de la 12e étape du Tour de France 2023.

### Personnalités liées à la commune
Dans ses Archives historiques et statistiques du département du Rhône publiées en 1831, J.M. Barret cite l'Histoire du Beaujolais manuscrite par Louvet et rappelle que Michel de Nostredame a longtemps résidé à Saint-Didier et qu'il se rendait sur la montagne de Torvéon contempler les astres pour tirer les horoscopes.